# NGC 3930
في الفهرس العام الجديد NGC 3930 (المعروفة أيضا بأسم UGC 6833 و PGC 37132) هي مجرة حلزونية ضلعية في كوكبة الدب الأكبر تبعد عن الأرض حوالي 42 مليون سنة ضوئية (10 ملايين فرسخ فلكي).اكتشفت المجرة في 17 مارس 1787 من قبل عالم الفلك ويليام هيرشيل .

تشكل المجرة مجموعة مجرية صغيرة مع NGC 3941 و UGC 6955، ضمن عنقود الدب الأكبر المجري.

## وصلات خارجية
- NGC 3930 على موقع ويكي سكاي: DSS2, SDSS, GALEX, IRAS, Hydrogen α, X-Ray, Astrophoto, Sky Map, Articles and images